# FIA Mistrovství Formule 2
FIA Mistrovství Formule 2, oficiálně FIA Formula 2 Championship je závodní série vozů Formule 2 pořádaná Mezinárodní automobilovou federací. Série vznikla v roce 2017, když nahradila šampionát GP2.
Šampionát je navrhnut tak, aby týmům umožnil cenově dostupné závody, které jsou dobrou přípravnou sérií pro jezdce, kteří chtějí postoupit do Formule 1. Všechny týmy ve Formuli 2 používají stejné šasi, motor i pneumatiky. Závodí se převážně na Evropských okruzích. Mimo Evropu se závodí v Bahrajnu a ve Spojených arabských emirátech.

## Závodní víkend
V pátek jezdci absolvují 45 minutový volný trénink následovaný 30 minutovou kvalifikací. Umístění v kvalifikaci rozhoduje o umístění jezdce na startu sobotního závodu, který se jezdí na vzdálenost 180 kilometrů.
Během sobotních závodů (též Hlavní závod) musí každý jezdec vykonat jeden povinný pitstop a použít alespoň jednu z každé specifikace pneumatik do suchých podmínek.
Nedělní závod (též Sprint) se jezdí na vzdálenost 120 kilometrů. Pořadí jezdců na startu určuje jejich umístění v sobotním Hlavním závodě, přičemž prvních 8 jezdců startuje Sprint v opačném pořadí, tzn. že jezdec, který dokončil Hlavní závod na 8. místě startuje ve Sprintu z pole position a vítěz Hlavního závodu startuje z 8. příčky.
Výjimkou jsou závody v Monaku, kde se Hlavní závod jezdí na 140 km a Sprint na 100 km a v Maďarsku, kde se hlavní závod jezdí na 160 km.

### Bodový systém

#### Hlavní závod
V Hlavním závodě získá body prvních 10 jezdců, dále jezdec, který získal pole position a také jezdec, který zajel nejrychlejší kolo závodu za podmínek, že odjel alespoň 90% délky závodu a skončil mezi prvními deseti jezdci.
| Pozice | 1. | 2. | 3. | 4. | 5. | 6. | 7. | 8. | 9. | 10. | Pole position | Nejrychlejší kolo |
| ------ | -- | -- | -- | -- | -- | -- | -- | -- | -- | --- | ------------- | ----------------- |
| Body   | 25 | 18 | 15 | 12 | 10 | 8  | 6  | 4  | 2  | 1   | 2             | 1                 |

#### Sprint
Ve Sprintu získá body prvních 8 jezdců a jezdec, který zajel nejrychlejší kolo závodu za stejných podmínek jako v Hlavním závodě.
| Pozice | 1. | 2. | 3. | 4. | 5. | 6. | 7. | 8. | Nejrychlejší kolo |
| ------ | -- | -- | -- | -- | -- | -- | -- | -- | ----------------- |
| Body   | 10 | 8  | 6  | 5  | 4  | 3  | 2  | 1  | 1                 |

## Šampioni

### Jezdci
| Sezóna | Jezdec            | Tým            | Pole position | Výhry | Pódia | Nejrychlejší kola | Body  | Bodový náskok |
| ------ | ----------------- | -------------- | ------------- | ----- | ----- | ----------------- | ----- | ------------- |
| 2017   | Charles Leclerc   | Prema Racing   | 8             | 7     | 10    | 4                 | 282   | 72            |
| 2018   | George Russell    | ART Grand Prix | 5             | 7     | 11    | 6                 | 287   | 68            |
| 2019   | Nyck de Vries     | ART Grand Prix | 5             | 4     | 12    | 3                 | 266   | 52            |
| 2020   | Mick Schumacher   | Prema Racing   | 0             | 2     | 10    | 2                 | 215   | 14            |
| 2021   | Oscar Piastri     | Prema Racing   | 5             | 6     | 11    | 6                 | 252,5 | 60,5          |
| 2022   | Felipe Drughovich | MP Motorsport  | 4             | 5     | 11    | 4                 | 265   | 101           |
| 2023   | Théo Pourchaire   | ART Grand Prix | 2             | 1     | 10    | 2                 | 203   | 11            |
| 2024   | Gabriel Bortoleto | Invicta Racing | 2             | 2     | 8     | 2                 | 214,5 | 22,5          |

### Týmy
| Sezóna | Tým            | Pole position | Výhry | Pódia | Nejrychlejší kola | Body  | Bodový náskok |
| ------ | -------------- | ------------- | ----- | ----- | ----------------- | ----- | ------------- |
| 2017   | Russian Time   | 1             | 6     | 14    | 6                 | 395   | 15            |
| 2018   | Carlin         | 2             | 1     | 17    | 2                 | 383   | 33            |
| 2019   | DAMS           | 2             | 6     | 16    | 7                 | 418   | 72            |
| 2020   | Prema Racing   | 0             | 6     | 15    | 3                 | 392   | 37,5          |
| 2021   | Prema Racing   | 5             | 8     | 19    | 9                 | 444,5 | 156,5         |
| 2022   | MP Motorsport  | 4             | 5     | 12    | 5                 | 305   | 8             |
| 2023   | ART Grand Prix | 5             | 2     | 19    | 10                | 353   | 31            |
| 2024   | Invicta Racing | 3             | 3     | 13    | 2                 | 288,5 | 34,5          |

### Cena Antoinea Huberta
Tato cena se uděluje nejlepšímu nováčkovi sezóny a byla vytvořena na počest Antoinea Huberta, který tragicky zahynul v průběhu sezóny 2019.
| Sezóna | Jezdec            | Tým                 | Pole position | Výhry | Pódia | Nejrychlejší kola | Body  |
| ------ | ----------------- | ------------------- | ------------- | ----- | ----- | ----------------- | ----- |
| 2019   | Čou Kuan-jü       | UNI-Virtuosi Racing | 1             | 0     | 5     | 2                 | 140   |
| 2020   | Júki Cunoda       | Carlin              | 4             | 3     | 7     | 1                 | 200   |
| 2021   | Oscar Piastri     | Prema Racing        | 5             | 6     | 11    | 6                 | 252,5 |
| 2022   | Ayumu Iwasa       | DAMS                | 2             | 2     | 6     | 1                 | 141   |
| 2023   | Victor Martins    | ART Grand Prix      | 3             | 1     | 9     | 6                 | 150   |
| 2024   | Gabriel Bortoleto | Invicta Racing      | 2             | 2     | 8     | 2                 | 214,5 |

## Jezdci, kteří se dostali do Formule 1
| Jezdec          | F2        | F2     | F2    | F2     | F1                    | F1         | F1     | F1    | F1            | F1     | Tituly v jiných sériích                                         |
| Jezdec          | Roky      | Závody | Výhry | Pódium | Roky                  | První tým  | Závody | Výhry | Pole position | Pódium | Tituly v jiných sériích                                         |
| --------------- | --------- | ------ | ----- | ------ | --------------------- | ---------- | ------ | ----- | ------------- | ------ | --------------------------------------------------------------- |
| Charles Leclerc | 2017      | 22     | 7     | 9      | 2018–dosud            | Sauber     | 141    | 7     | 25            | 38     | GP3 Series                                                      |
| Sergej Sirotkin | 2017      | 2      | 0     | 0      | 2018                  | Williams   | 21     | 0     | 0             | 0      | Formula Abarth European Series                                  |
| Alexander Albon | 2017–2018 | 44     | 4     | 10     | 2019–2020, 2022–dosud | Toro Rosso | 98     | 0     | 0             | 0      |                                                                 |
| Lando Norris    | 2017–2018 | 20     | 1     | 8      | 2019–dosud            | McLaren    | 120    | 2     | 5             | 23     | Eurocup Formula Renault 2.0 FIA Formula 3 European Championship |
| George Russell  | 2018      | 20     | 7     | 11     | 2019–dosud            | Williams   | 120    | 2     | 3             | 13     | GP3 Series                                                      |
| Nicholas Latifi | 2017–2019 | 67     | 6     | 20     | 2020–2022             | Williams   | 0      | 0     | 0             | 0      |                                                                 |
| Jack Aitken     | 2018–2020 | 70     | 4     | 11     | 2020                  | Williams   | 1      | 0     | 0             | 0      | Eurocup Formula Renault 2.0 Formula Renault 2.0 Alps            |
| Mick Schumacher | 2019–2020 | 46     | 2     | 10     | 2021–2022             | Haas       | 44     | 0     | 0             | 0      | FIA Formula 3 European Championship                             |
| Nikita Mazepin  | 2019–2020 | 46     | 2     | 6      | 2021                  | Haas       | 22     | 0     | 0             | 0      |                                                                 |
| Júki Cunoda     | 2020      | 24     | 3     | 7      | 2021–dosud            | AlphaTauri | 82     | 0     | 0             | 0      | Japonská Formule 4                                              |

Poznámky
- Tučně jsou označeni současní jezdi Formule 1.
- Žlutě jsou označeni mistři Formule 2.
- Sergej Sirotkin jezdil dvě sezóny v GP2, která byla předchůdcem Formule 2.